# Doxocopa laurentia
Doxocopa laurentia, conocido como emperador turquesa o querubina emperador, es una especie de mariposa de la familia Nymphalidae, subfamilia Apaturinae.

## Descripción
Doxocopa laurentia tiene una envergadura de alas de aproximadamente 75 milímetros. La parte superior de las alas es de color pardo con una ancha banda central azul metálica en machos, mientras en las hembras esta banda es normalmente blanca, con un parche naranja ancho en la parte superior de las alas anteriores. Las partes inferiores de las alas son amarillas o verdes, con marcas negras en las alas anteriores.
Como otros miembros de la subfamilia Apaturinae, la probóscide es verde.

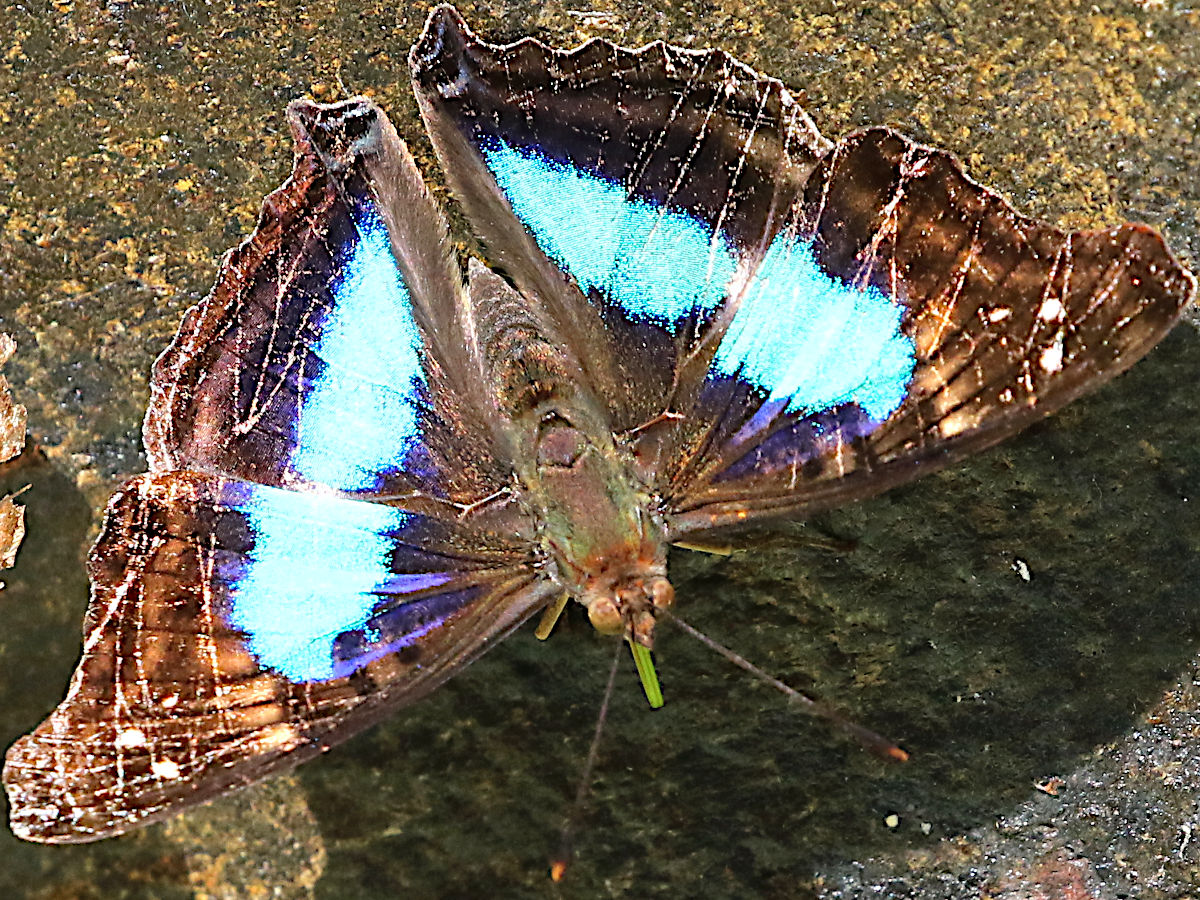
D. laurentia laurentia macho con probóscide verde

## Distribución
Esta especie se distribuye en México, Brasil, Bolivia, Ecuador, Colombia, Costa Rica, Perú, Argentina y Uruguay.

## Subespecies
- Doxocopa laurentia laurentia (Brasil, Argentina y Uruguay)
- Doxocopa laurentia cherubina (C. & R. Felder, 1867) (América Central, Colombia, Bolivia y Perú)
- Doxocopa laurentia thalysia (Fruhstorfer, 1907) (Ecuador)

## Galería

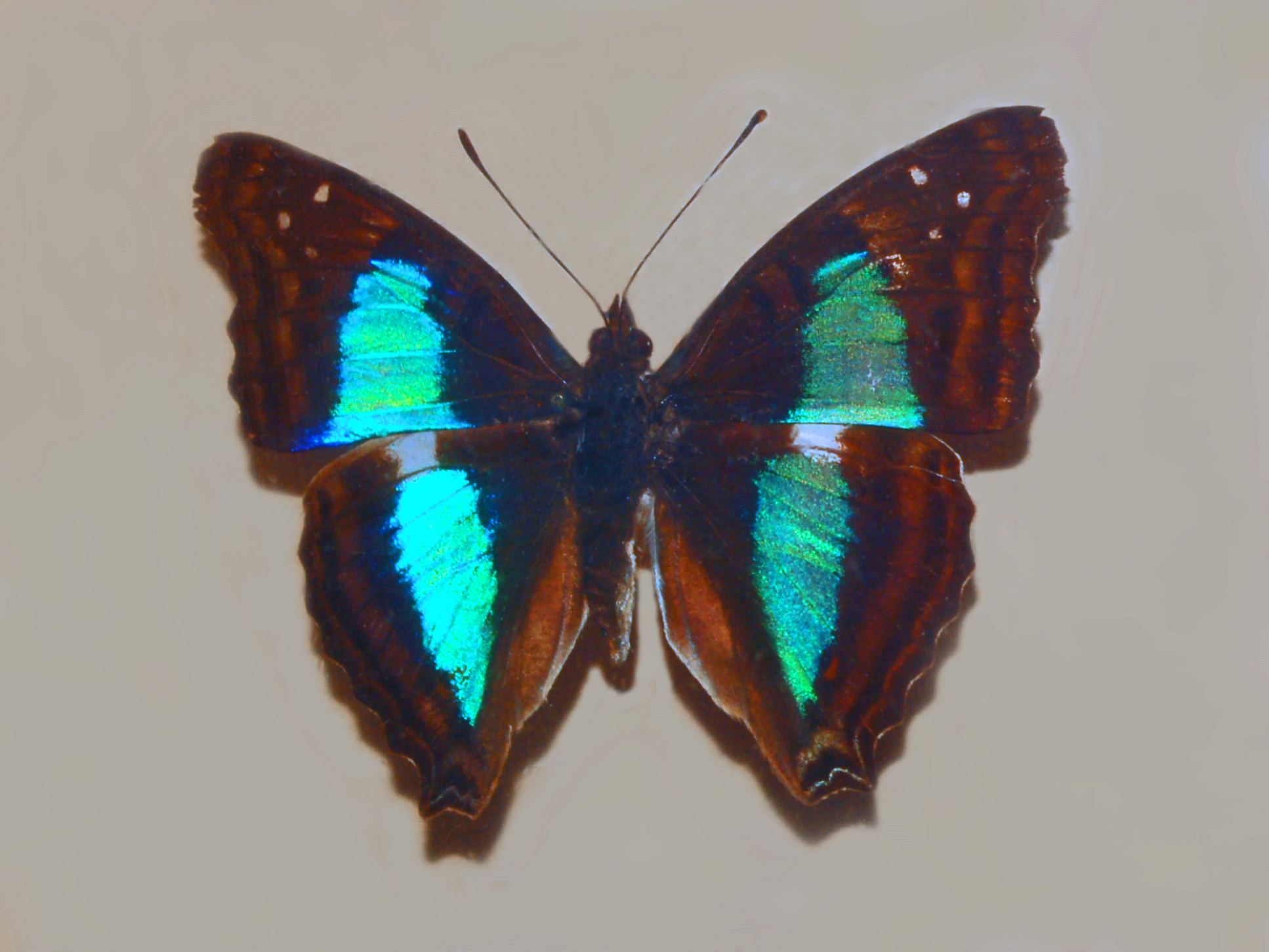
Doxocopa laurentia cherubina, espécimen montado en Perú
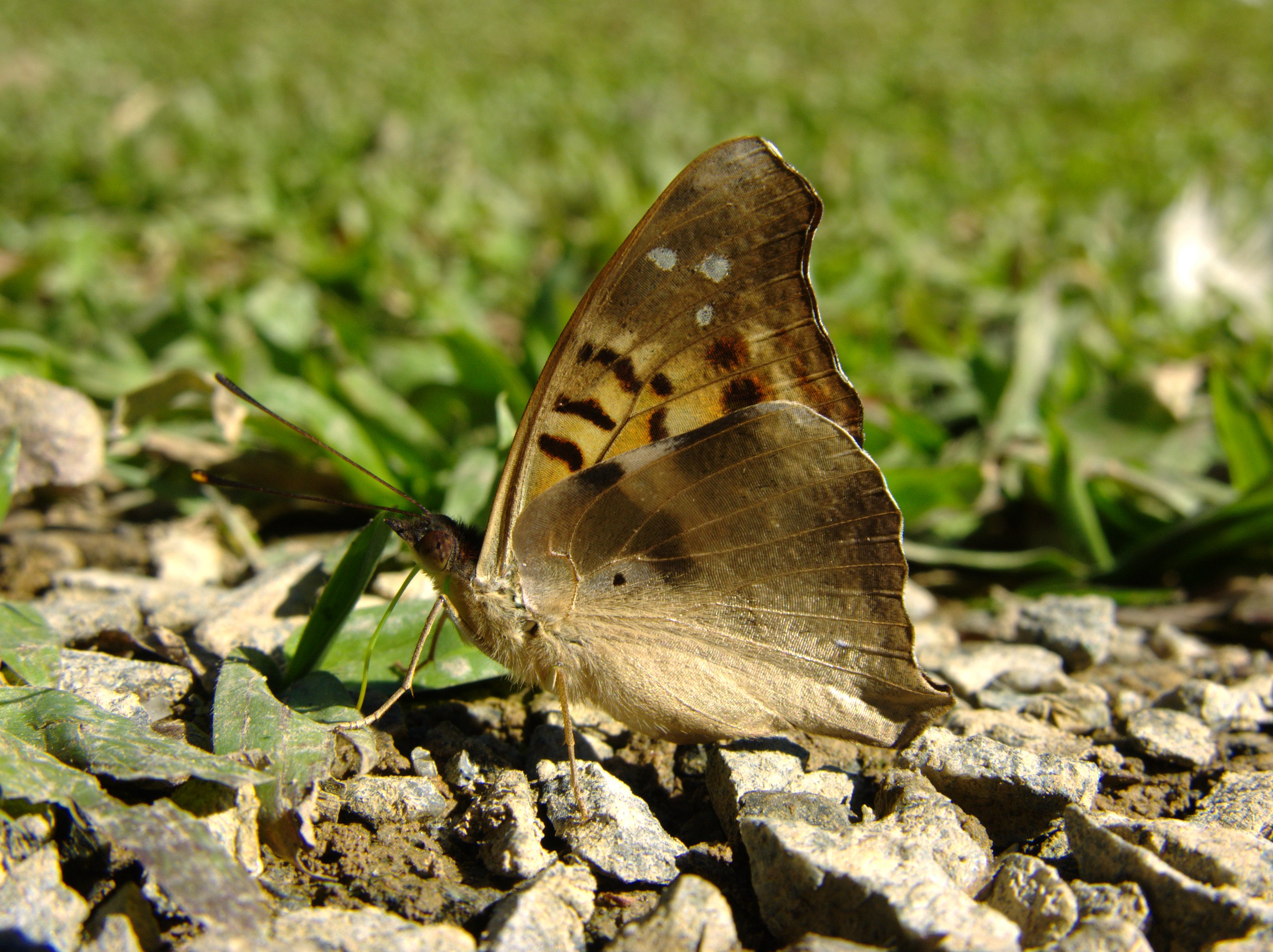
Doxocopa laurentia de Brasil - vista ventral